# Diana Lara Carreón
Diana María Teresa Lara Carreón (Ciudad de México, 26 de enero de 1985) es una política mexicana, miembro del Partido Acción Nacional (PAN). Fue diputada federal para el periodo de 2021 a 2024.

## Biografía
Estudio su bachillerato en la Escuela Nacional Preparatoria Plantel 6 “Antonio Caso” (UNAM). Es licenciada en Comunicación. Su actividad política en el PAN la ha llevado a ser en 2006 coordinadora territorial en el Distrito XXVI en la elección para Diputado Local y coordinadora de Vinculación con Jóvenes en la Ciudad de México en la campaña presidencial de dicho año.
Fue jefa de Denuncias en la Contraloría en la Asamblea Legislativa del Distrito Federal y de 2006 a 2009 fue asesora en la IV Legislatura de la misma. De 2009 a 2012 fue secretaria particular en la LXI Legislatura y de 2012 a 2015 secretaria técnica del Comité del Centro de Estudios Para el Adelanto de las Mujeres y Equidad de Género en la LXII Legislatura de la Cámara de Diputados.
En 2015 fue candidata a diputada federal suplente y en 2016 candidata a diputada constituyente de la Ciudad de México, sin haber lograr el triunfo en ninguna de las dos. De 2016 a 2019 fue secretaria de la Promoción Política de la Mujer en el comité regional del PAN en la Ciudad de México.
En las elecciones federales de 2021 fue postulada candidata de la coalición Va por México a diputada federal por el Distrito 6 de la Ciudad de México. Logró el triunfo al recibir el 53.84% de los votos, frente al 28.54% que su competidor el candidato de Morena, Sergio Mayer, quien buscaba la reelección en el cargo. En la LXV Legislatura que concluyó en 2024, fue secretaria de la comisión de Atención a Grupos Vulnerables; y, del Comité de Ética; así como integrante de las comisiones de Cambio Climático y Sostenibilidad; y, de Diversidad.